# Companyia Normanda del Senegal
La Companyia Normanda del Senegal (Compagnie Normande du Sénégal o formalment Compagnie Normande de Sénégambie) fou una companyia comercial fundada a Rouen el 1626. va rebre una carta de privilegi del govern reial francès. Vaixells de la companyia van fer algunes visites a la costa de l'Àfrica occidental i el 1638 van establir una factoria permanent a la llengua de sorra a la desembocadura del riu, la qual no va funcionar per diverses causes; el 1658 la companyia fou reorganitzada per Jean-Baptiste Colbert i rebatejada Compagnie du Cap-Vert et du Sénégal (Companyia del Cap Verd i del Senegal).